# Viorica Țigău
Viorica Țigău (* 12. August 1979 in Galați) ist eine ehemalige rumänische Leichtathletin und Bobsportlerin.
Țigău gewann im Siebenkampf die Bronzemedaille bei den Leichtathletik-Juniorenweltmeisterschaften 1998 und wurde Achtzehnte bei den Olympischen Spielen 2000. Ihre persönliche Bestleistung waren 6289 Punkte, gemessen in Bukarest. Țigău trat zudem bei den Olympischen Spielen 2000, 2008 und 2012 im Weitsprung an, schied jedoch jeweils bereits in der Qualifikation aus. Bei den Halleneuropameisterschaften 2009 war Țigău Neunte und bei den Hallenweltmeisterschaften 2012 Siebte. Ihre persönliche Bestweite war 6,85 m, erzielt im Jahr 2000 in Bukarest. Zwischen 2000 und 2012 wurde sie sechsmal rumänische Meisterin über 100 m Hürden, fünfmal im Weitsprung und einmal im Siebenkampf.
Außerdem betrieb Țigău im Winter Bobsport, trainiert von Paul Neagu in Winterberg. 2005 wurde sie mit Maria Spirescu am Königssee Junioren-Weltmeisterin.